# Untxin
L'Untxin, Untsin en basque, est un petit fleuve côtier du Pays basque français qui se jette dans la baie de Saint-Jean-de-Luz, dans le Golfe de Gascogne.

## Géographie
La longueur de son cours d'eau est de 10,5 km.
Il prend sa source sur le versant nord du Xoldokogaina (486 m), à l'est de Biriatou, à l'altitude 392 mètres.
Sa vallée accueille l'autoroute de la Côte Basque (A63).
Il reçoit à Urrugne l'Arrolako Erreka en provenance du Mandale (574 m) sur la frontière franco-espagnole. Son embouchure sur Ciboure dans l'ouest de la baie de Saint-Jean-de-Luz se fait près de la plage et du fort de Socoa, à droite de l'école de voile et de l'école de plongée.

## Communes et cantons traversés
Dans le seul département des Pyrénées-Atlantiques, dans la province de Labourd, l'Untxin traverse deux communes et un seul canton :
- dans le sens amont vers aval : Urrugne (source) et Ciboure (embouchure), dans le canton d'Hendaye, dans l'arrondissement de Bayonne.

Cependant ce cours d'eau ne passe entièrement sur Ciboure que pour traverser sa plage, soit sur à peu près 180 mètres en aval à partir du pont sur la route côtière D912. Avant ce point il sert de limite de communes entre Urrugne et Ciboure sur environ 1,1 km.

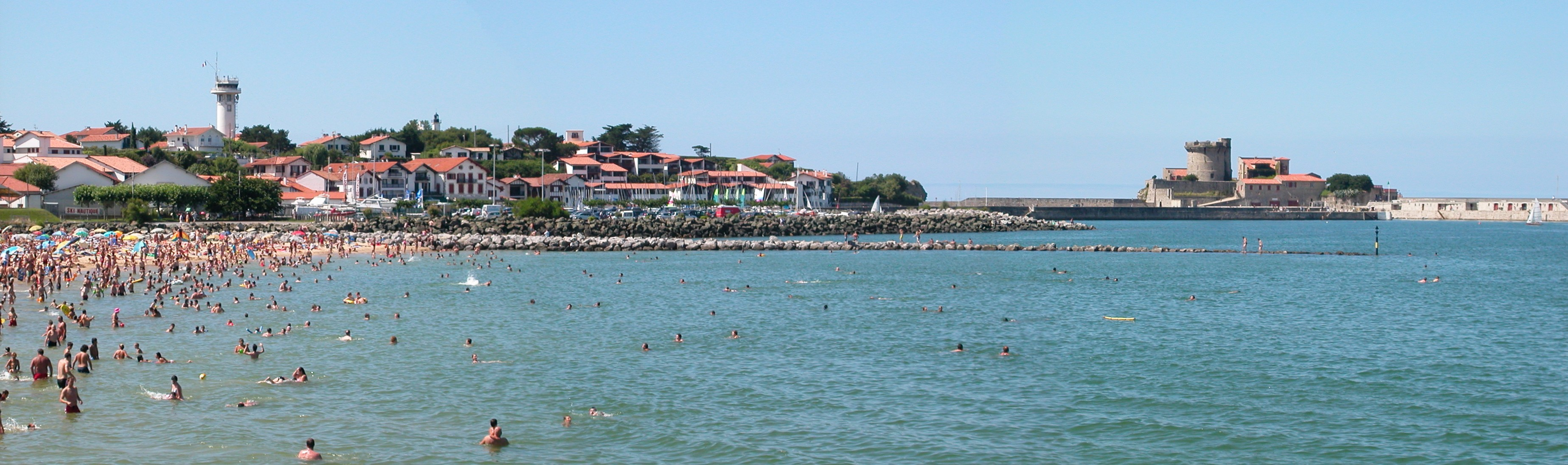
La mini-jetée de pierres en premier plan protège l'embouchure de l'Untxin, dont le parcours sur la commune de Ciboure commence à quelques mètres avant le premier arbre vu sur la gauche de la photo. Avant ce point, il coule sur la commune d'Urrugne

## Affluents
Le bassin versant de l'Untxin est presque entièrement circonscrit à la commune d'Urrugne, à l'exception de sept petits cours d'eau saisonniers affluents ou sous-affluents de l'Arrolako Erreka, totalisant environ 1 700 m linéaires sur Biriatou.
L'Untxin a six affluents référencés dont :
- l'Arrolako Erreka, 8 km de long, en rive droite, sur la commune de Urrugne, dans le canton d'Hendaye[3], avec un petit affluent, 
  - l'Anduretako erreka, 2,9 km, lui aussi en rive droite, toujours sur la même commune d'Urrugne avec lui-même un affluent :
    -  ? 1,6 km sur la seule commune d'Urrugne.

Le rang de Strahler est donc de quatre.